# Continental Barum
Continental Barum s.r.o. je výrobce gumových pneumatik se sídlem v České republice. Od roku 1992 je společnost součástí německého koncernu Continental AG, výrobce osobních, nákladních a industriálních pneumatik značek Continental, Barum, Semperit, Uniroyal, Matador, General Tire a dalších. Otrokovická pneumatikárna, slavnostně otevřená v roce 1972, byla v roce 2016 největší světovou pneumatikárnou[zdroj?] s roční produkcí okolo 18 milionů plášťů.

## Historie

### Původ obchodní značky

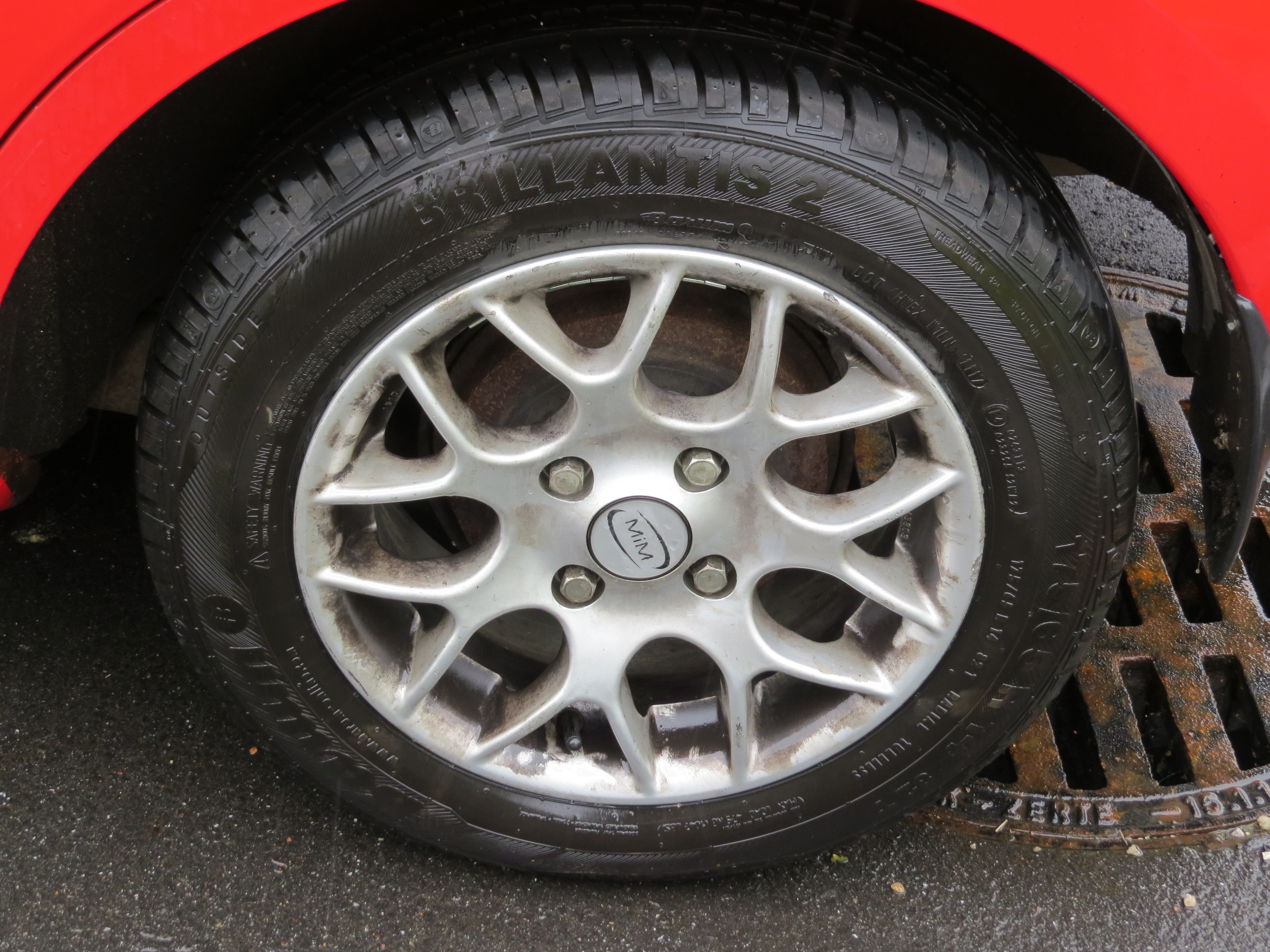
Barum Brillantis 2 175/65 R 14 (2017)

Obchodní značka Barum vznikla v roce 1947 spojením názvů národních podniků zabývajících se výrobou gumárenských produktů: Baťa, Rubena a Matador 
(Autorkou názvu je automobilová závodnice Eliška Junková).[zdroj?]
Pod značkou Barum pak byly v následujících čtyřiceti letech prodávány všechny gumárenské výrobky v ČSR. Vlastníkem nově vzniklé ochranné známky se stal národní podnik Baťa Zlín, který se na celostátní gumárenské výrobě podílel v roce 1947 58%.[zdroj?] K 1. lednu 1949 byl národní podnik Baťa přejmenován na národní podnik Svit. Ze Svitu se pak v následujících několika letech oddělovaly výrobní celky a vznikaly samostatné národní podniky. Nejprve se v roce 1950 oddělily strojírny a vznikl tak národní podnik ZPS, o dva roky později se zrodil stavební podnik Stavosvit a konečně v roce 1953 výroba pneumatik a dalších gumových výrobků přešla pod národní podnik Rudý říjen.

### Pneumatikárna v Otrokovicích-Kučovaninách
Tempo, jakým narůstala roční produkce pneumatik v Československu, bylo vzhledem k míře vzrůstajícího počtu vozidel nevyhovující – propočet uvedený ve výhledové studii z roku 1957 pravil, že aby byla pokryta veškerá domácí poptávka, musela by se výroba pneumatik zvýšit do roku 1970 trojnásobně. V roce 1963 bylo proto rozhodnuto o výstavbě nové pneumatikárny v Otrokovicích-Kučovaninách, které byly svou polohou výhodné jak z ekonomického (nízké náklady na dovoz klíčových surovin), tak z personálního hlediska (mnohaletá tradice gumárenské výroby v regionu a dostatek kvalifikovaných pracovních sil). Výstavba probíhala od roku 1966 a v plánu bylo vytvořit jeden z největších a nejmodernějších závodů ve střední Evropě s roční výrobní kapacitou více než 2,5 miliónu pneumatik.[zdroj?] Celá stavba byla řešena na svou dobu zcela nezvyklým a inovativním způsobem: všechny výrobní články – sklady, výroba, sociální zařízení, pomocné provozy, dílny – byly sdruženy uvnitř jednoho výrobního bloku na ploše 480 × 270 metrů. Střecha tohoto monobloku by zakryla 16 fotbalových hřišť. Podobně rozlehlá stavba neměla v tehdejším Československu obdoby.[zdroj?] Celkové náklady na výstavbu se vyšplhaly na jednu miliardu korun. Továrna byla vybavena moderním zařízením, které umožňovalo mimo jiné výrobu moderních osobních radiálních plášťů.
První radiální pneumatika 155 – 14 OR 6 byla v novém závodě vylisována za přítomnosti ministra průmyslu Oldřicha Svačiny v roce 1971. O rok později, konkrétně 3. května 1972, se do Otrokovic sjeli nejvyšší představitelé státu a komunistické strany v čele s Gustávem Husákem, Lubomírem Štrougalem a Aloisem Indrou, aby slavnostně ve zbrusu nové otrokovické továrně spustili provoz.[zdroj?] Rozhodnutím ministra průmyslu ČSR pak bylo s účinností od 1. srpna 1973 přeneseno sídlo národního podniku Rudý říjen z Gottwaldova do Otrokovic.

### Vývoj výroby v letech 1949 až 1980
Výrobní program národního podniku Rudý říjen se po otevření pneumatikárny orientoval především na produkci plášťů pro osobní automobily, nákladní automobily a traktory.
|                          | 1949  | 1956  | 1962  | 1967  | 1970  | 1971  | 1972  | 1973  | 1980  |
| ------------------------ | ----- | ----- | ----- | ----- | ----- | ----- | ----- | ----- | ----- |
| Osobní pláště            | 182,3 | 79,7  | 142,1 | 222,8 | 419,8 | 655,3 | 956,5 | 1217  | 1572  |
| Nákladní pláště          | 157,4 | 111,3 | 98,1  | 38,0  | 36,2  | 51,7  | 231,6 | 260,1 | 529,7 |
| Traktorové pláště přední | 36,4  | 71,0  | 133,4 | 144,3 | 117,1 | 122,5 | 190,7 | 217,7 | 206,1 |
| Traktorové pláště zadní  | 35,0  | 63,6  | 113,5 | 139,2 | 148,4 | 163,4 | 216,9 | 239,9 | 264,9 |

Výrobky Barum nebyly v padesátých a šedesátých letech vyváženy pouze do zemí sovětského bloku a NSR, ale taktéž do Švédska, Finska, Dánska, Holandska, Belgie, Francie, Rakouska, Jugoslávie, do zemí horní Afriky a některých asijských států.[zdroj?] Po modernizaci celého výrobního procesu na přelomu šedesátých a sedmdesátých let se seznam odběratelských zemí rozšířil například o Japonsko, USA, Austrálii, Kanadu nebo Indii.[zdroj?] Otrokovické pneumatiky využívali pro první výbavu také československé podniky Automobilové závody Mladá Boleslav, LIAZ Mnichovo Hradiště, Tatra Kopřivnice, Jawa Brodce, Agrozet Brno, Aero Vodochody a Let Kunovice.

### Společnost Continental Barum s.r.o.

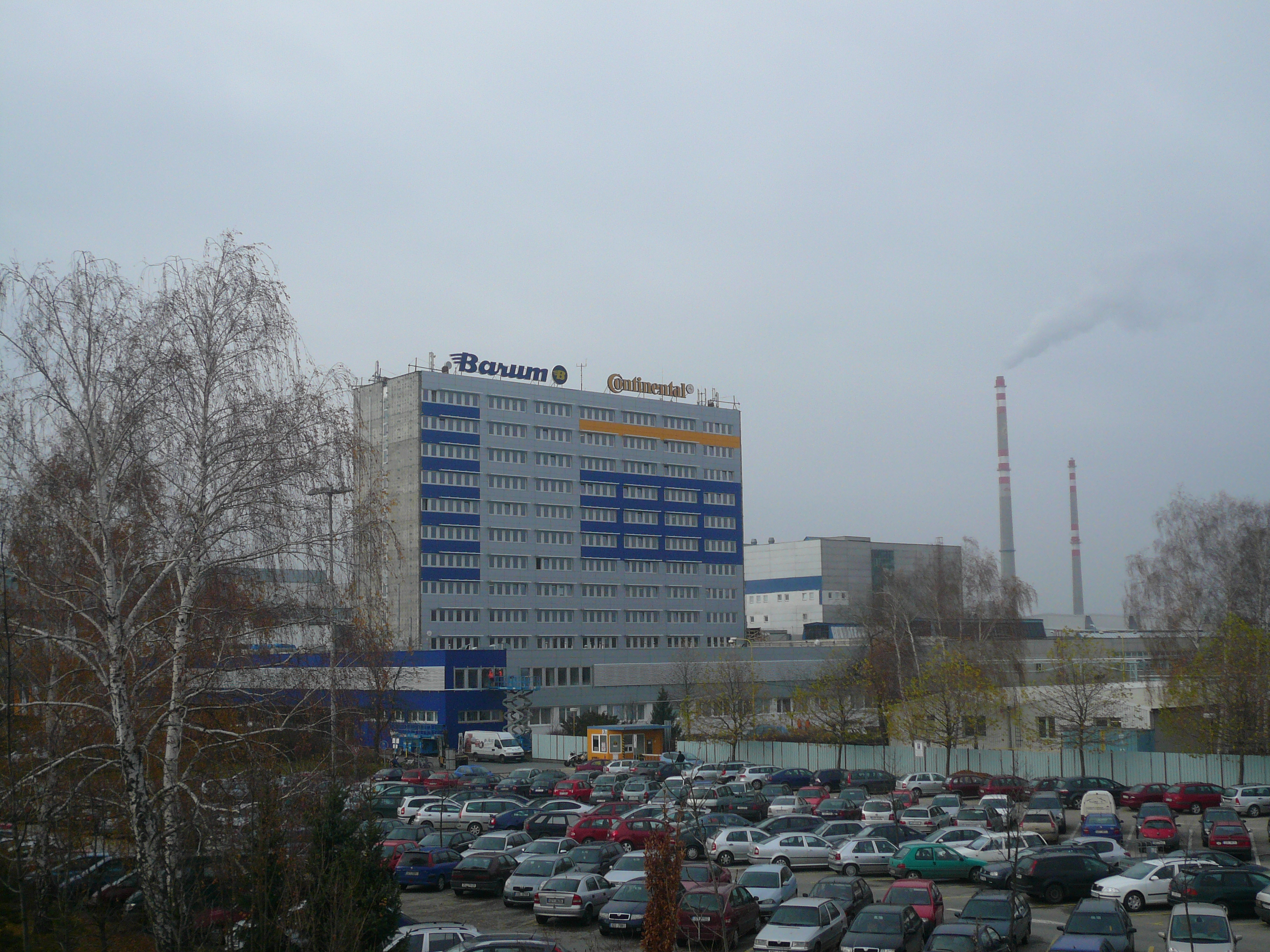
Continental Barum s.r.o. – administrativní budova

Až do roku 1989 byl národní podnik Rudý říjen (od roku 1986 nově přejmenovaný na Barum – Rudý říjen) podřízen generálnímu ředitelství Českých závodů gumárenských a plastikářských v Gottwaldově (ČZGP). Snaha o posílení demokratických principů v řízení jednotlivých gumárenských národních podniků vyvolala[zdroj?] nahrazení ČZGP státním podnikem Barum se sídlem v Gottwaldově, kterému byl krátce podřízen také otrokovický národní podnik.
V červnu roku 1990 došlo k osamostatnění státního podniku Barum, Otrokovice a zanedlouho poté v listopadu 1990 byla založena akciová společnost Barum, Otrokovice a. s. Všechny tyto kroky směřovaly k přípravě privatizace otrokovického podniku. Kolem roku 1990 bylo 85 % celosvětového trhu s pneumatikami ovládáno pouze osmi společnostmi. Obrat každé z nich byl desetkrát až dvacetkrát vyšší, nežli obrat otrokovického podniku.[zdroj?] Mnoho podobně malých podniků tou dobou měnilo své majitele a přecházelo do rukou velkých společností, čímž se světový pneumatikárenský průmysl začal měnit v oligopol.[zdroj?]
V roce 1992 podepsal Barum smlouvu s německým koncernem Continental, na jejímž základě vznikl druhý největší joint venture v České republice[zdroj?] Barum Continental spol. s r.o., který začal oficiálně fungovat od 1. března 1993. S účinností od 1. ledna 2013 došlo ke změně obchodního názvu společnosti na Continental Barum s.r.o.
Během povodní v červenci 1997 utrpěla firma škodu ve výši 1 miliardy Kč.[zdroj?] V roce 1999 překročila roční výroba hranici 11 milionů pneumatik pro osobní vozy. O tři roky později byla zahájena výroba v novém provozu High-Tech Cell. V témže roce se vyrobilo již více než 15 milionů plášťů. V roce 2008 se v Otrokovicích začaly vyrábět pneumatiky ContiSeal, které umožňují pokračovat v jízdě i v případě propíchnutí běhounu.[zdroj?]

### Vývoj výroby od roku 1991
|                         | 1991 | 1994 | 1998 | 2000  | 2002  | 2005  | 2007  | 2009  | 2011  | 2014  | 2017  |
| ----------------------- | ---- | ---- | ---- | ----- | ----- | ----- | ----- | ----- | ----- | ----- | ----- |
| Osobní pláště           | 1762 | 3572 | 8216 | 13209 | 14479 | 17269 | 17892 | 15607 | 17964 | 16459 | 16309 |
| Nákladní pláště         | 409  | 282  | 391  | 346   | 313   | 395   | 531   | 391   | 684   | 780   | 1280  |
| Traktorové pláště zadní | 226  | 219  | 239  | 233   | 345   | 27    |       |       |       |       |       |
| Průmyslové pláště       |      |      |      |       | 35    | 108   | 96    | 72    | 107   | 96    | 125   |